# Білоцерківсько-Одеський тектонічний блок
Білоцерківсько-Одеський тектонічний блок — структурно відокремлена складова частина Українського щита. 
Охоплює басейн середньої течії Південного Бугу та верхів'я р. Росі (Київську, Житомирську, Вінницьку, Черкаську, Одеську області). Межі блоку визначаються глибинними Немирівським і Тальнівським розломами. Складений головним чином гранітоїдами. Архейські високометаморфізовані утворення — амфіболіти, гнейси, кварцити, мармури та ін., які зазнали інтенсивної гранітизації, збереглися у вигляді невеликих реліктових тіл. З гранітоїдами пов'язані родовища будівельних матеріалів, зокрема облицювального каменю (Київська та Черкаська область), мінеральних радіоактивних вод (Біла Церква та Миронівка), численні прояви каоліну (Черкаська область), з метаморфічними комплексами — родовища графіту (Заваллівське родовище) та залізних руд (Савранське, Ананьївське у Одеській області).